# Municipio de Osceola (condado de Clarke)
El municipio de Osceola (en inglés: Osceola Township) es un municipio ubicado en el condado de Clarke en el estado estadounidense de Iowa. En el año 2010 tenía una población de 392 habitantes y una densidad poblacional de 4,71 personas por km².

## Geografía
El municipio de Osceola se encuentra ubicado en las coordenadas 41°1′21″N 93°43′10″O / 41.02250, -93.71944. Según la Oficina del Censo de los Estados Unidos, el municipio tiene una superficie total de 83.16 km², de la cual 83,07 km² corresponden a tierra firme y (0,11 %) 0,09 km² es agua.

## Demografía
Según el censo de 2010, había 392 personas residiendo en el municipio de Osceola. La densidad de población era de 4,71 hab./km². De los 392 habitantes, el municipio de Osceola estaba compuesto por el 96,94 % blancos y el 3,06 % eran de una mezcla de razas. Del total de la población el 1,53 % eran hispanos o latinos de cualquier raza.